# Krampus trong văn hóa đại chúng

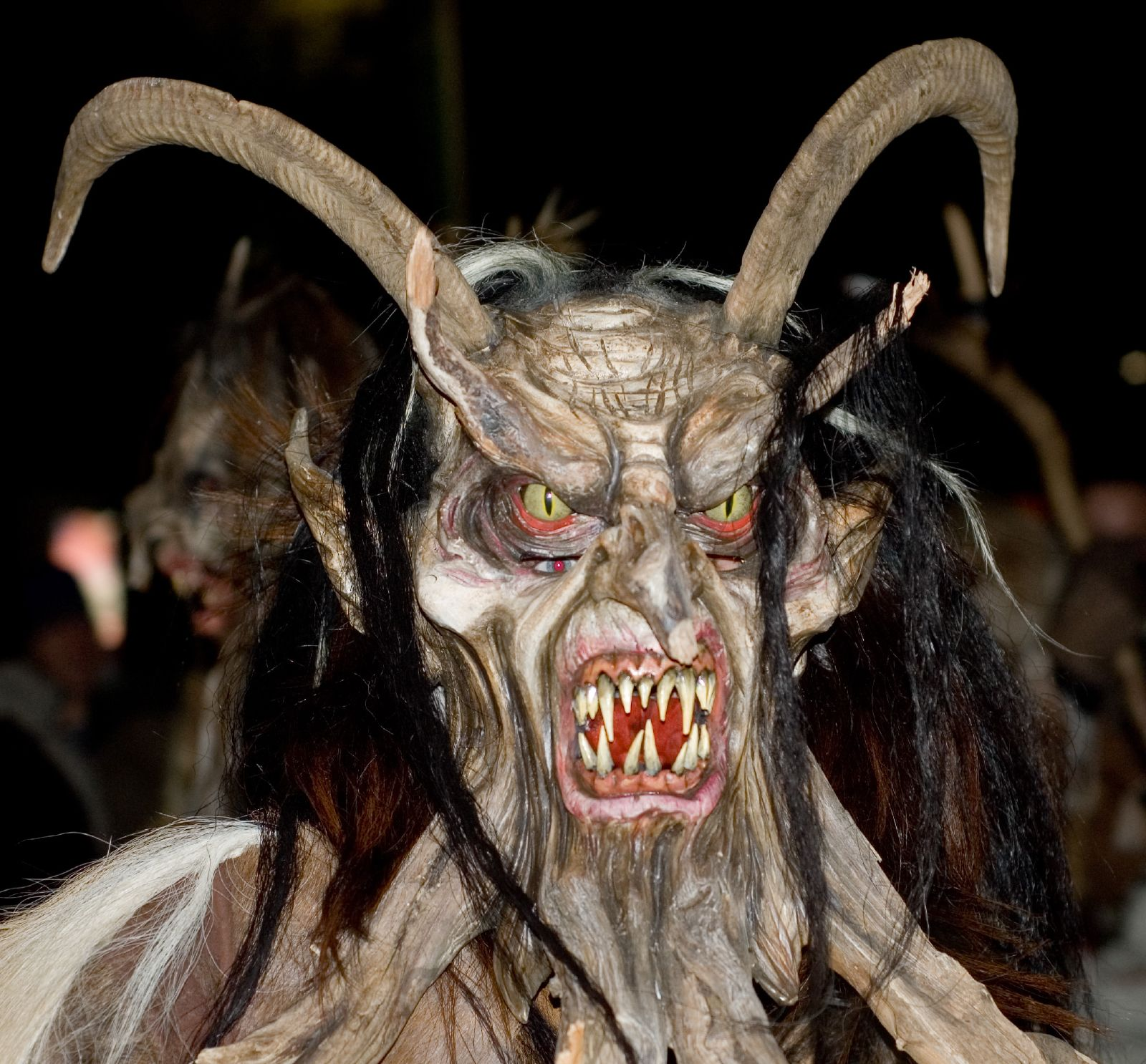
Hình tượng phổ biến của Krampus, từ một ác quỷ trong văn hóa Áo, nó đã trở nên phổ biến và thịnh hành trong văn hóa đại chúng Mỹ gắn với chủ đề đêm Giáng sinh

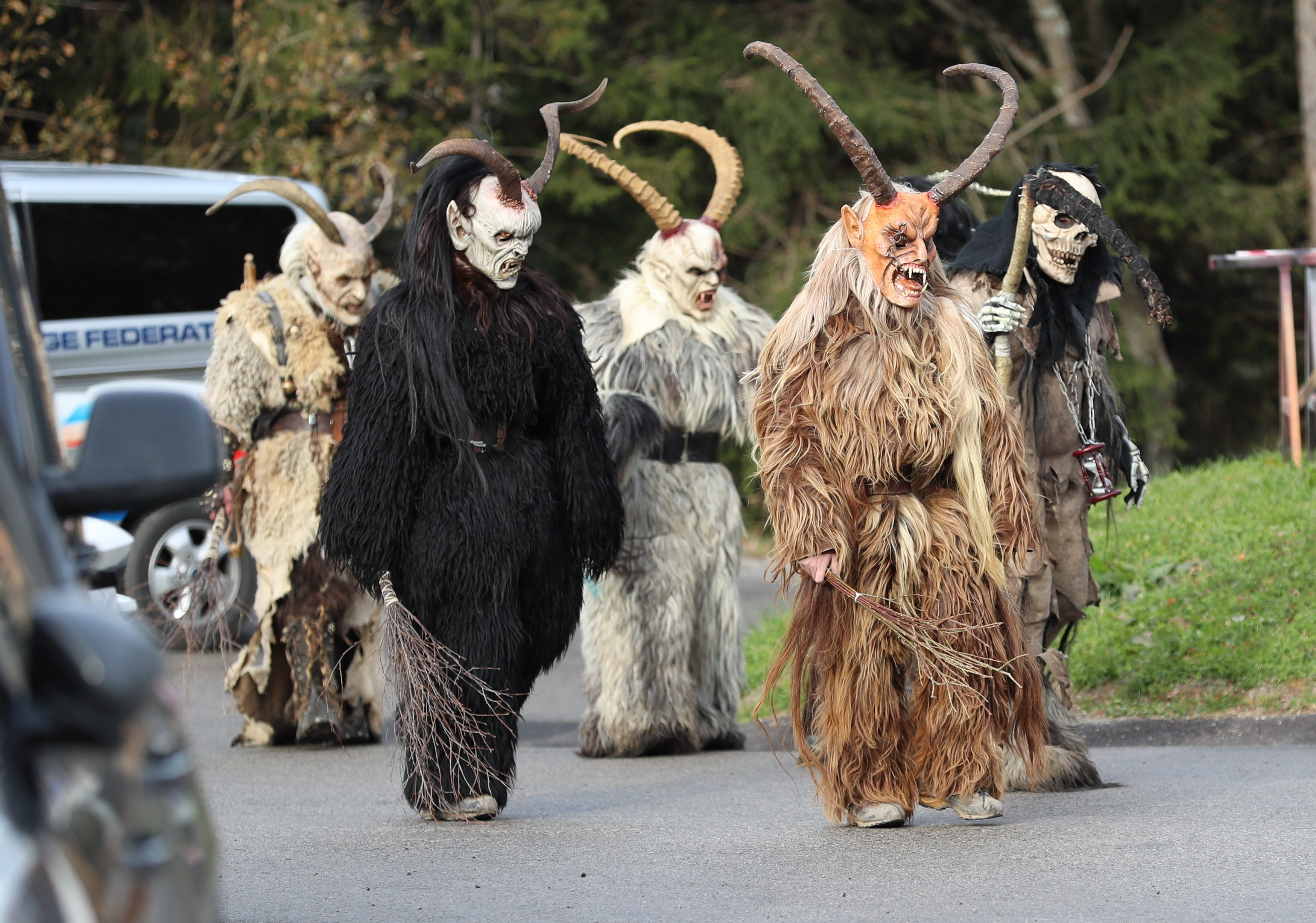
Những người hóa trang thành Krampus

Ác quỷ Krampus từ một "Ác quỷ đêm Giáng sinh" (Christmas Devil) của văn hóa dân gian Áo và xứ Bavaria đã đi vào nền văn hóa đại chúng của Bắc Mỹ như một hình tượng nổi bật của văn hóa Giáng sinh của văn hóa phương Tây bên cạnh hình tượng ông già Noel. Christian Jacobs có lưu ý rằng đó là nhờ có Internet và YouTube mà Krampus giờ đây đã hiện diện ở Mỹ trong rất nhiều những sự kiện liên quan đến Giáng sinh. Tanya Basu giải thích điều này là một phần của phong trào chống lễ Giáng sinh đang phát triển một lời từ chối bah, humbug đối với/hoặc thay thế mới cho các lễ hội chính thống.
Brian Joines của hãng Image Comics nghi ngờ rằng lý do Krampus (đặc biệt, cũng như các khía cạnh đen tối và mặt trái của Giáng sinh nói chung) không được phổ biến trong lịch sử ở Mỹ là một hiện trạng xã hội xuất phát từ bản chất của cái cách mà chúng ta nhìn nhận Giáng sinh ở đất nước này, cả hai như một ngày trọng đại của trẻ em và là ngày khai sinh của một tôn giáo lớn. Trong một số mô tả ở Bắc Mỹ, Krampus là một kẻ phản anh hùng luôn tìm cách ngăn trẻ em trở nên hư hỏng do ảnh hưởng tiêu cực của chủ nghĩa tiêu dùng tràn lan diễn ra từ hệ lụy của kinh tế học Giáng sinh.
Ngày nay, Krampus thường được đề cập đến trên các phương tiện truyền thông liên quan đến Giáng sinh. Krampus là một trong những nhân vật biểu tượng mang ý nghĩa lớn đối với nhiều nước Châu Âu và tới giờ, hình tượng ác quỷ này đang ngày càng được biết đến nhiều hơn ở Mỹ và châu Á. Quái vật Krampus rất phổ biến ở các nước Đức, Áo, Hungary, Slovenia, Czech và sau này lan sang Mỹ và trở nên thịnh hành. Nó cũng là đề tài cho nhiều tập truyện tranh, hoạt hình rất ăn khách và có cả những bộ phim điện ảnh thuộc nhiều thể loại. Nhưng thu hút người xem nhất vẫn là phim làm về đề tài phim kinh dị, trong đó, Krampus xuất hiện để trừng phạt những kẻ xấu tính ác tâm, cả già lẫn trẻ.

## Lễ kỷ niệm
Theo truyền thuyết, vào cái đêm mà Krampus xuất hiện (vào ngày 5 tháng 12 hàng năm) được gọi là Krampusnacht, hoặc đêm Krampus. Các sự kiện liên quan đến Krampus được tổ chức tại các thành phố trên khắp Bắc Mỹ. Mỗi chủ đề có thể có một chủ đề hoặc có thể là một hoạt động thu thập thông tin đơn giản, lái xe đồ chơi hoặc hoạt động gây quỹ từ thiện. Dưới đây là một số lễ hội:
- Krampusnacht Washington DC.[4]
- Toronto Krampus Ball.[5]
- Chicago Krampus Fest.[6]
- LA Krampusfest.[7]
- San Francisco Krampus Krawl.[8]
- Dallas Krampus Society.[9]
- Krampuslauf Philadelphia.[10]

## Hóa trang

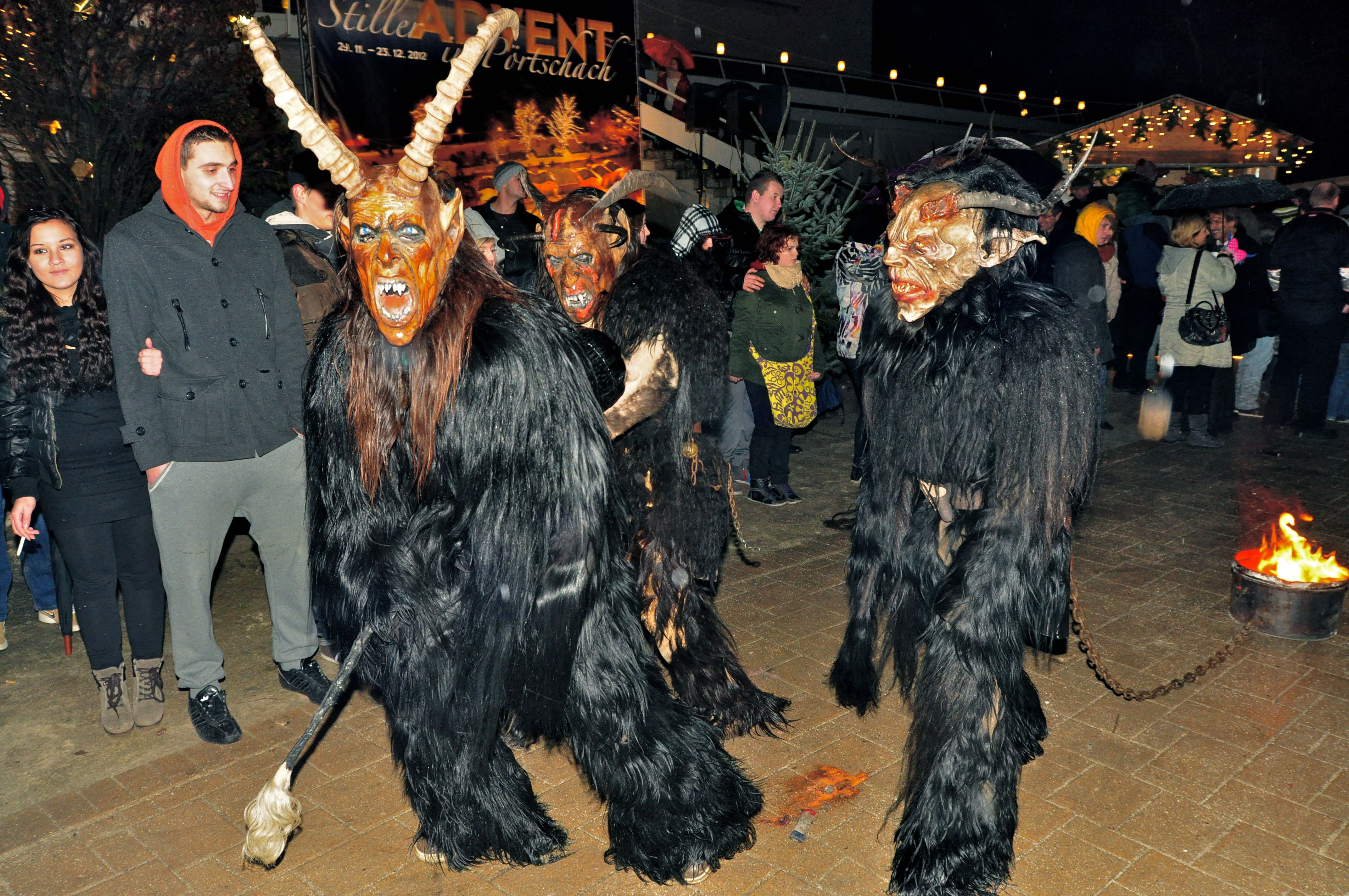
Hóa trang Krampus trong một lễ hội

Ngày nay, hình tượng Krampus phổ biến ở Áo, các nam thanh niên đóng giả làm quỷ Krampus đeo mặt nạ gỗ, chuông, gắn sừng trên đầu, mặc bộ đồ làm bằng da cừu hoặc da dê. Họ đi lang thang trên đường để dọa nạt trẻ em trong lễ hội Krampusnacht cũng giống như Lễ hội ma (Halloween) phổ biến ở gần đây. Các nhân vật hóa trang là một phần trung tâm sự chú ý của tất cả các lễ kỷ niệm Krampus. Những nhân vật này bao gồm: Krampus, Thánh Nikolaus, người rừng, các thiên thần và bà lão. Ngoại hình của Krampus khác biệt tùy theo từng vùng và quốc gia, có thể mang khuôn mặt gợi nhớ đến loài quỷ, dê, dơi, con quỷ tồn tại trong hình thù nửa người, nửa dê đồng thời cũng gợi liên tưởng đến con dơi.
Vì Krampus là quái vật nửa dê nửa quỷ nên trang phục thường có một số yếu tố chính như: bộ đồ lông thú, sừng, mặt nạ quỷ và móng guốc, hình tượng ác quỷ này luôn có một vài nét đặc trưng: lông tối màu, có một chân hình người và một chân của ngựa, cùng với cái lưỡi nhọn, dài lòng thòng. Đạo cụ thường được sử dụng là chuông, giỏ đeo sau lưng, bó gậy bạch dương, dây xích, gậy đi bộ và một sợi lông ngựa. Trang phục Krampus truyền thống nhất được làm từ da dê/cừu, sừng động vật và mặt nạ chạm khắc bằng tay. Thông thường chúng được làm bằng vật liệu hiện đại và ít tốn kém hơn, chẳng hạn như: lông thú giả và mặt nạ cao su. Trên mạng có một số video hướng dẫn về trang phục Krampus trên YouTube.

## Phim ảnh

Krampus: Ác mộng đêm Giáng sinh

Có nhiều bộ phim kinh dị về Krampus, trong đó nổi tiếng phải kể đến là bộ phim Krampus: Ác mộng đêm Giáng sinh năm 2015. Dưới đây là các bộ phim về Krampus
- Krampus: The Christmas Devil (tạm dịch: Krampus: Ác quỷ đêm Giáng sinh) một bộ phim kinh dị quay video trực tiếp (2013)[17]
- vom Krampus: zwischen Latexhaut und Schaffell: phim tài liệu  (2013)[18]
- Krampus: The Reckoning: một bộ phim kinh dị trực tiếp đến video (2015).[17]
- A Christmas Horror Story (tạm dịch Một câu chuyện rùng rợn đêm Giáng sinh): một bộ phim kinh dị tuyển tập (2015).
- Krampus: một phim hài kinh dị (2015) của hãng Universal Pictures. Được sản xuất với kinh phí 15 triệu đô la Mỹ, tính đến ngày 14 tháng 12 năm 2015, phim chiếu vào dịp Giáng sinh và thành công mỹ mãn, ước tính có tổng thu nhập đến 61 triệu đô la trên toàn thế giới[19] Giám đốc Michael Dougherty đã nhận xét: "Nguồn gốc xa xưa đen tối của những ngày lễ của chúng ta luôn khiến tôi bị cuốn hút"[20]
- Krampus: The Devil Returns (tạm dịch Krampus: Ác quỷ trở lại): phần tiếp theo của loạt phim kinh dị theo hình thức quay trực tiếp của tác phẩm  Krampus: The Christmas Devil  (2016).[17]
- Krampus Unleashed: một bộ phim kinh dị quay trực tiếp (2016).[17]
- Mẹ Krampus: một bộ phim kinh dị quay trực tiếp (2017).[17]
- Mẹ Krampus 2: một bộ phim kinh dị quay trực tiếp (2018).
- Nguồn gốc Krampus: một bộ phim kinh dị quay trực tiếp (2018).
- Slay belles: một bộ phim kinh dị quay trực tiếp (2018).
- Anti-Claus (tên ban đầu là Comes the Krampus) của Kevin Smith[21]
- Chúc mừng Krampus!: Tác phẩm của Walden Media và Công ty Jim Henson.[22]

## Truyền hình
- G4 quảng cáo (2003).[23] của Christmas carol: Có câu thoại trong chương trình rằng các bạn bên ngoài ngôi nhà hát dirge về Krampus, kẻ đã vào để trừng phạt những đứa trẻ nghịch ngợm bên trong nhà.
- Bản báo cáo của Colbert phân đoạn "Blitzkrieg trên Grinch itude-Hallmark & Krampus" (2009), liên quan đến cái gọi là Chiến tranh vào Giáng sinh[24]
- American Housewife (Những bà nội trợ Mỹ)-tập phim "Krampus Katie" (2016), liên quan đến cái gọi là Cuộc chiến vào Giáng sinh.
- "The Devil of Christmas" (2016), tạm dịch Con ác quỷ của Đêm Giáng sinh, trong đó có một tập của Inside No. 9 có nhân vật này xuất hiện[25].

## Hoạt ảnh
- The Venture Bros.[2] tập "A Very Venture Christmas" (2004).
- Scooby-Doo! Mystery Incorporated [2], loạt phim về đề tài chú chó Scooby-Doo, tập "Wrath of the Krampus" (2012). Lồng tiếng bởi Carlos Alazraqui.
- American Dad! (Ông bố Mỹ) tập "Minstrel Krampus" (2013)[1] Lồng tiếng bởi Danny Glover và Charles Bradley.
- Hotel Transylvania: The Series tập "The Fright Before Creepmas" (2017).
- Tập phim Robot Chicken với tập "Robot Chicken Christmas Special: The X-Mas United" có nhân vật Krampus là đối thủ của ông già Noel trong một chuyến tranh luận ở trường đại học vào năm 2002. Cả ông già Noel và Krampus đều quan hệ tình dục với một nhóm bạn, nhưng Krampus không sử dụng bao cao su và làm cha "The Nerd", một nhân vật  Robot Chicken . Tập phim được phát sóng lần đầu tiên vào ngày 13 tháng 12 năm 2015 trên Adult Swim của Cartoon Network[26]. Trong phần tiếp theo, tập" Freshly Baked: The Robot Chicken Santa Claus Pot Cookie Freakout Special: Special Edition" thì Krampus trong vai trưởng nhóm nhạc rock có tên "Krampus", được phát sóng lần đầu tiên vào ngày 10 tháng 12 năm 2017 trên Adult Swim[27] Trong phần tiếp theo, tập phim "Robot Chicken's Santa's Dead (Spoiler Alert) Holiday Murder Thing Special" có đề cập đến Krampus là nghi phạm trong vụ giết ông già Noel, người sau đó được tiết lộ là Tim Allen trong trang phục ông già Noel.

## Diễn trực cảnh
- The League[2] tập "A Krampus Carol" (2012).
- The Aquabats! Super Show!, tập "Christmas with The Aquabats!" (2013)[28] Lồng tiếng bởi Robert Smigel.
- Grimm tập "Twelve Days of Krampus" (2013). Được miêu tả là một người đàn ông hàng năm biến thành Krampus (Derek Mears) để bắt cóc và ăn thịt những đứa trẻ "nghịch ngợm" và hư đốn vào lễ Giáng sinh[29]
- Lost Girl tập "Groundhog Fae" (2013)[30]
- Your Beautiful Face Is going to Hell tập "Krampus Nacht" trên Adult Swim.
- Murdoch Mysteries tập "A Merry Murdoch Christmas" (chiếu năm 2015, mùa 9). Người ta kể lại việc nhìn thấy Krampus vào ban đêm ở một ngôi nhà từ thiện ăn mặc như ông già Noel bị sát hại tại Dạ tiệc Giáng sinh. Thanh tra Brackenreid gặp ác mộng về cuộc chạm trán thời niên thiếu với Krampus[31][32]
- Supernatural: tập mùa thứ ba "A Very Supernatural Christmas", có các nhân vật chính đối mặt với thứ mà ban đầu họ tin là Krampus, nhưng sau đó được xác định là các vị thần ngoại giáo với đồng minh của họ Bobby Singer thông báo với họ rằng Krampus không tồn tại và họ là những kẻ ngu ngốc vì đã tin theo cách khác.
- Những cuộc phiêu lưu ớn lạnh của Sabrina (Chilling Adventures of Sabrina): Dưới tên của ác quỷ Bartel, anh ta xuất hiện trong tập chiếu vào năm 2018 với tựa đề: "A Midwinter's Tale" với vai ông già Noel địa phương, Mr. Bartel, kẻ đã bắt cóc trẻ em trong nhiều năm và biến chúng thành những tác phẩm sáp sống.

## Phương tiện khác
- Krampus: Ác quỷ đêm Giáng sinh (2004) của Monte Beauchamp thu thập những tấm bưu thiếp Krampus đầu những năm 1900[33]
  - Giám đốc nghệ thuật và nhà thiết kế đồ họa Monte Beauchamp đã xuất bản những tấm bưu thiếp Krampus từ thế kỷ 19 và 20 trên tạp chí BLAB! Sau khi được giới thiệu bởi một nhà sưu tập. Sau đó, anh đã có hai cuốn sách về bưu thiếp Krampus được xuất bản vào năm 2004 và 2010. Một cuộc triển lãm được treo trong một phòng trưng bày ở Santa Monica, và một người bạn của Beauchamp đã mở một câu lạc bộ theo chủ đề Krampus ở Los Angeles.[34]
- Chickenhare tiểu thuyết đồ họa (2006), có nhân vật Krampus tên Banjo là một trong những nhân vật chính[34][35]
- Tiểu thuyết Krampus: The Yule Lord (2012) của Gerald Brom lấy bối cảnh ở Quận Boone, Tây Virginia.[36][note 2]
- Klaus, một tiểu thuyết đồ họa của Grant Morrison.
- Krampus: Shadow of Saint Nicholas, một tiểu thuyết đồ họa năm 2015 được phát hành bởi Legendary Entertainment như một mối liên hệ với bộ phim nổi tiếng về Krampus năm 2015.

## Loại hình khác
- CarnEvil một trò chơi điện tử (1998), có một nhân vật "Thánh Nick độc ác quái đản" tên là Krampus[37][38]
- Album Random Spirit Lover (2007), của ban nhạc của người Canada Sunset Rubdown, có hình Krampus trên bìa sau[39]
- Sự ràng buộc của Isaac trò chơi điện tử (2011), kể về Krampus với tính cách như một cuộc chạm trán trùm bất ngờ có thể xảy ra trong các phòng mà người chơi thường mong đợi cơ hội để lập hiệp ước với Ác quỷ[40]
- Trong trò chơi điện tử Don't Starve (2013), Krampus là một con quái vật xuất hiện sau khi người chơi giết một số lượng sinh vật vô tội. Mang theo một chiếc bao tải, anh ta lấy trộm các vật dụng gần đó trên sàn nhà.
- Đĩa đơn "Naughty Christmas" (2016) của ban nhạc Ý Lacuna Coil nhắc đến Krampus liên tục trong suốt bài hát[41]
- Nhà sản xuất xe đạp Surly cung cấp một mẫu xe đạp đường mòn có tên Krampus.
- Trong trò chơi điện tử Killing Floor 2, Krampus và hang ổ của hắn đã được thêm vào bản cập nhật nội dung vào tháng 12 năm 2017.
- Krampus: A Yuletide Tale, vở nhạc kịch của Carrie Gilchrist (sách, lời) và Nils-Petter Ankarblom (sách, nhạc, lời)[42] được sản xuất lần đầu tiên tại Short North Stage ở Columbus, Ohio vào tháng 12 năm 2015[43][44][45].
- Overwatch , một trò chơi điện tử trực tuyến của Blizzard Entertainment, có skin Krampus tùy chỉnh cho nhân vật Junkrat sẽ được giới thiệu cho sự kiện "Overwatch Winter Wonderland" của họ.
- Fortnite, một trò chơi điện tử do Epic Games phát triển đã thêm hai skin Krampus trong các sự kiện mùa đông 2018 của họ. Một cái đã được thêm vào chế độ "Battle Royale" của họ và cái còn lại cho chế độ "Save the World". Phiên bản Battle Royale có chi tiết một vật móng guốc là một chiếc lưỡi dài nhọn và một chiếc bao sau lưng.
- Trò chơi Rock of Ages 3: Make and Break có Krampus là một trong những kẻ phản diện do Elpenor và Rock of Ages chiến đấu. Anh ta đang chiến đấu ở Áo, một tầng tuyết rơi, và bài hát chủ đề của anh ta, "Mountain Demon" (tạm dịch: Quỹ dữ trên núi) là bản phối lại của tác phẩm của Edvard Grieg có tựa đề "In the Hall of the Mountain King".